# Aseraggodes firmisquamis
Aseraggodes firmisquamis är en fiskart som beskrevs av Randall och Bartsch 2005. Aseraggodes firmisquamis ingår i släktet Aseraggodes och familjen tungefiskar. Inga underarter finns listade i Catalogue of Life.